# Eugen Feihl
Eugen Feihl (* 17. April 1889 in Schwäbisch Gmünd; † 15. Mai 1964 in Rotterdam) war ein deutscher Journalist und Diplomat.

## Leben
Feihl besuchte  das Evangelische Seminar in Maulbronn und Blaubeuren, 1907 erfolgte das Abitur. Er nahm zum Wintersemester 1907/08 das Studium der Archäologie, Philologie und Geschichte an der Eberhard Karls Universität Tübingen auf. Hier schloss er sich der Studentenverbindung Landsmannschaft Schottland an. Es folgten weitere Studienaufenthalte in Rom, Paris und Halle (Saale). Das Studium schloss er  1913 mit der Promotion zum Dr. phil mit der Dissertation Die Ficoronische Cista und Polygnot ab.
Im November selben Jahres wurde er Schriftleiter des Stuttgarter Neuen Tagblatts. Nach einer Station bei der Straßburger Post kam Feihl 1918 zur Kölnischen Zeitung. Anfang 1919 wurde er deren außenpolitischer Vertreter in Berlin und ab 1924 war er Korrespondent in Paris. 
Zum 1. Juni 1933 trat er der NSDAP bei (Mitgliedsnummer 3.280.912) und machte nun Karriere in der nationalsozialistischen Bürokratie. Ab Oktober 1934 war Feihl, anfangs noch als Mitarbeiter des Reichspropagandaministeriums, Pressebeirat und später Pressechef der Deutschen Botschaft in Paris. 1939 beförderte man ihn zum Gesandtschaftsrat. Nach einem Aufenthalt an der Gesandtschaft in Bern kam Feihl im September 1944 nach Konstanz. Hier übernahm er den Aufbau und die Leitung der Informationsstelle der Ausweichstelle der Deutschen Botschaft Paris, bis 1945. Danach leitete er das Dolmetscherbüro der Stadtverwaltung Konstanz und ab dem 1. Januar 1950 wurde er Referent beim Deutschen Büro für Friedensfragen in Stuttgart. 
Im Juli 1950 wurde Feihl wieder in den Auswärtigen Dienst einberufen, zunächst beim Bundeskanzleramt in der Dienststelle für Auswärtige Fragen und später beim Presse- und Informationsamt der Bundesregierung. Im Februar 1953 erfolgte seine Ernennung zum Konsul 1. Klasse, und im März 1953 wurde er mit der Wiedereinrichtung des deutschen Konsulats in Neapel beauftragt, dessen Leitung er übernahm. April 1954 wurde Feihl schließlich in den Ruhestand versetzt. 1962 sagte er als Zeuge aus, dass an der Botschaft in Paris keine antisemitischen Tendenzen verfolgt wurden, sondern im Gegenteil hilfesuchenden Juden geholfen wurde, vom Holocaust habe er nur gerüchteweise erfahren.

## Schriften
- Paris, Deutschland von draussen gesehen, Metzner Verlag, Berlin 1934.
- Heinrich Heine, Ausgewählte Gedichte, Johannes Asmus Verlag, 1946.